# کتلین آدامز
کتلین آدامز (انگلیسی: Catlin Adams؛ زادهٔ ۱۱ اکتبر ۱۹۵۰) یک هنرپیشه و کارگردان فیلم اهل ایالات متحده آمریکا است. وی از سال ۱۹۶۸ میلادی تاکنون مشغول فعالیت بوده‌است.
- جهان زیرین: بیداری (۲۰۱۲)
- احمق (۱۹۷۹)
- خیابان‌های سانفرانسیسکو (۱۹۷۶) یک اپیزود